# Nésille d'Aldabra
Nesillas aldabrana
Espèce
Synonymes
- Nesillas aldabranus

Statut de conservation UICN

 EX  : Éteint
La Nésille d'Aldabra (Nesillas aldabrana), aussi appelée Fauvette d'Aldabra, est une espèce aujourd'hui éteinte d’oiseaux de la famille des Acrocephalidae.

## Répartition
Cette espèce vivait sur l'île Malabar, faisant partie de l'atoll d'Aldabra aux Seychelles, qui a donné son nom à l'espèce.

## Cause de disparition
Elle a peut-être disparu à cause de la prédation par les rats bruns, ou par la perte de son habitat à cause des tortues géantes de l'atoll ainsi que des chèvres.